# Eurail

Logo

Eurail ist ein Fahrkartenangebot zur Nutzung europäischer Eisenbahnstrecken zum Pauschalpreis, das 1959 eingeführt wurde. Die Eurail-Pässe werden wie die Interrail-Pässe durch die Kapitalgesellschaft Eurail B.V. mit Verwaltungssitz in Utrecht (Niederlande) angeboten. Eurail-Pässe sind für Reisende bestimmt, die Europa mit der Bahn bereisen möchten und werden daher nur an Kunden abgegeben, die ihren Wohnsitz außerhalb von Europa, Russland und der Türkei haben, während für Kunden innerhalb Europas Interrail-Pässe bestimmt sind.

## Die Gesellschaft
Eurail Group G.I.E. wurde 2001 gegründet und ersetzte die Vorgängergruppe, die bereits seit 1959 die Eurail-Pässe wie auch seit 1972 die Interrail-Pässe vertrieb. Die Gesellschaft ist in Luxemburg registriert, hat jedoch ihr Hauptbüro in Utrecht. An der Gesellschaft beteiligt sind verschiedene Bahn- und Fährgesellschaften Europas, die gemeinsam diese Art des Reisens ermöglichen.

## Die Angebote
Mit den verschiedenen Varianten des Eurail Pass können bis zu 33 verschiedene Länder mit der Bahn und einigen Hauptschiffslinien bereist werden. Beteiligt sind
| - Belgien - Bosnien und Herzegowina - Bulgarien - Dänemark - Deutschland - Estland - Finnland | - Frankreich (einschl. Monaco) - Griechenland - Großbritannien - Irland (einschl. Nordirland) - Italien - Kroatien - Lettland | - Litauen - Luxemburg - Montenegro - Niederlande - Nordmazedonien - Norwegen - Österreich (einschl. Liechtenstein) | - Polen - Portugal - Rumänien - Schweden - Schweiz - Serbien - Slowakei | - Slowenien - Spanien - Tschechien - Türkei - Ungarn |

Die Eurail-Pässe sind in verschiedenen Ausführungen erhältlich:
- Der Global Pass berechtigt zum Bereisen von 33 Ländern und gilt für 15 oder 22 Tage, einen, zwei oder drei Monate. Flexible Varianten des Global Pass gelten an 4, 5 oder 7 frei wählbaren Tagen innerhalb eines Monats, oder 10 oder 15 frei wählbaren Tagen innerhalb von zwei Monaten.
- Der One Country Pass bietet die Möglichkeit, innerhalb der Grenzen von 25 Ländern zu reisen. Für Deutschland, Bosnien und Herzegowina, Montenegro und die Schweiz gibt es keinen One Country Pass. Der One Country Pass Benelux beinhaltet Belgien, Niederlande und Luxemburg und der One Country Pass Skandinavien beinhaltet Dänemark, Norwegen, Schweden und Finnland.

### Ermäßigungen
- Jugendliche bis 27 Jahren erhalten einen Pass 23 % Prozent günstiger (Youth).
- Bis zu zwei Kinder (zwischen 0 und 11 Jahren) können umsonst mit einem Erwachsenen reisen
- Senioren (ab 60): 10 % Ermäßigung des Vollpreises

### Preise
Je nach Geltungsbereich, Zeitrahmen und Wagenklasse sind die Preise sehr unterschiedlich. Ein dreimonatiger Global Pass kostet 1. Klasse 1388 $ und 2. Klasse 1041 $. Jugendliche bis 27 Jahre zahlen 1. Klasse 1067 $ und 2. Klasse 800 $. Für zehn frei wählbare Tage innerhalb von zwei Monaten werden 475 $ fällig.
Ein One Country Pass kostet je nach Land unterschiedlich viel.

## Reservierungen
Für lokale oder regionale Züge sind mit dem Eurail-Pass normalerweise keine Sitzplatzreservierungen erforderlich. Für die meisten Hochgeschwindigkeits-, internationalen und Nachtzüge ist jedoch eine Reservierung nötig. Häufig sind zusätzliche Aufpreise erforderlich, um eine sichere Sitzplatzreservierung sowie weitere Zusatzleistungen (z. B. Speisen und Getränke, kostenloses WLAN usw.) zu nutzen. Diese Gebühren können normalerweise vermieden werden, indem man stattdessen Regional- oder Nahverkehrszüge nimmt. Sie können Reservierungen am Bahnhof, online bei den verschiedenen Verkehrsträgern oder auf der Eurail Webseite, in dem Rail Planner App, telefonisch über Call Centers oder in Ihrem Reisebüro vornehmen.

### Hochgeschwindigkeitszüge
Bei vielen Hochgeschwindigkeitszügen ist eine Reservierung erforderlich. In einigen Fällen ist eine zusätzliche Gebühr zu zahlen, die entweder als Zusatzgebühr oder als Pass-Inhaber-Fahrpreis verkauft wird. Beispiele sind:
- Eurostar (London, Paris, Amsterdam und Brüssel) 2. Klasse = 10 bis 35 €, 1. Klasse = 15 bis 43 € plus 10 € "Servicegebühr" für Buchungen an Bahnhöfen oder via Telefon[7].
- Thalys (Paris nach Brüssel, Amsterdam und Köln) 2. Klasse = 15 bis 25 €, 1. Klasse = 25 bis 30 €[8]
- TGV (Inlandsstrecken) 1. oder 2. Klasse von 10 bis 20 €[9]
- Trenitalia (Italien): Frecciabianca, Frecciargento, 1. oder 2. Klasse 10 €
- AVE (Spanien) 2. Klasse 10 €, 1. Klasse 13 € oder 23,50 €
- Reservierungsgebühren für die 2. Klasse (6,50 €) und die 1. Klasse (10 €) sind auch für die meisten anderen Fernverkehrszüge in Spanien zu zahlen (z. B. Arco, Euromed, Alvia, Alaris, Altaria).
- In Deutschland und Österreich können praktisch alle schnellen InterCity- und InterCityExpress-Züge ohne zusätzliche Gebühren jeglicher Art benutzt werden. ICE-Züge (Deutschland) benötigen keine Reservierung, sie sind jedoch für 4,50 € für die 2. Klasse und 5,90 € für die 1. Klasse erhältlich[10].
- SJ-Hochgeschwindigkeitszug (in Schweden und bis Kopenhagen) 2. Klasse 7 € / 1. Klasse 17 €[11].

### Nachtzüge
Abgesehen von den Hochgeschwindigkeitszügen erfordern viele Nachtzüge in Europa Reservierungen mit zusätzlichen Kosten für Schlafunterkünfte. Bei einem Eurail Global Pass, der einen direkten Nachtzug verwendet, muss man nur einen Reisetag des Passes für den Abfahrtstag ausfüllen, auch wenn der Zug an einem Kalendertag abfährt und am nächsten ankommt. Diese Regel gilt jedoch nicht, wenn der Tag der erste ist, an dem der Pass gültig ist.

### Ermäßigungen in privaten Zügen
Der Eurail Pass ist normalerweise nur in den nationalen Eisenbahnnetzen der betreffenden Länder gültig. In vielen Ländern gibt es jedoch auch private Eisenbahnnetze, welche kostenlos oder ermäßigt für Pass Inhaber sind. Normalerweise liegen die Ermäßigungen zwischen 25 % und 50 %.

## Geschichte
- 1959: Eurail wird gegründet und in 13 Ländern gültig
- 1971: Der Studenten Railpass (2. Klasse) wird eingeführt.
- 1980: Eurail wird in 16 Ländern gültig
- 1991: Der Eurail Pass gilt nun auch für Ostdeutschland und ermöglicht Reisen in das wiedervereinigte Deutschland.
- 2001: Einführung des Eurail Select Pass
- 2007: Eurail Pass wird in Eurail Global Pass umbenannt
- 2008: Slowenische und kroatische Eisenbahnunternehmen treten bei und der Pass wird in 20 Ländern gültig.
- 2009: 50 Jahre Eurail Pass. Der Eurail Pass ist gültig in 21 Ländern.
- 2013: Einführung des Rail Planner App
- 2015: 2 Kinder unter 11 Jahren können nun mit mindestens einem Erwachsenen kostenlos reisen. Polen, Montenegro, Bosnien-Herzegowina und Serbien treten dem Eurail Global Pass bei.
- 2016: Der Eurail Global Pass gilt für 28 Länder. Alle Pässe sind 11 Monate im Voraus erhältlich.
- 2017: Eurostar tritt der Eurail-Gruppe bei. Erhöhung der Altersgrenze für den Interrail Pass für Jugendliche auf 27 Jahre. Einführung von 2 neuen Passoptionen: Eurail One Country France Pass und Eurail Italy Switzerland Select Pass.
- 2019: 1. und 2. Klasse sind für alle Produkte verfügbar (außer den griechische Inseln). Außerdem treten die Litauische Eisenbahnen bei. Der neue Greek Islands Pass gilt jetzt auch für 5 Inlandsreisen und insgesamt 53 Inseln.
- 2020: Estland und Lettland treten der Eurail-Gruppe bei.